# シャフナワーズ・タナイ
シャフナワーズ・タナイ（パシュトー語: شهنواز تڼی、Shahnawaz Tanai、1950年 - 2022年3月7日）は、アフガニスタンの政治家、軍人。ムハンマド・ナジーブッラー政権の国防相であったが、クーデターに失敗し、パキスタンに亡命。

## 経歴
パクティヤー州ホースト近隣に生まれる。パシュトゥーン人、シナキ部族、タナイ氏族出身。
1978年、コマンド大隊長、大尉。サウル革命の参加者。ソ連の軍事学校と9ヶ月間の指揮課程を修了した。アフガニスタン人民民主党のハルク派。
1980年、中央（第1）軍団長となり、カーブル周辺を防衛した。1984年、参謀総長兼国防次官。1986年5月から国防会議議員、国防会議作戦部会議長を兼任。1988年3月～1990年3月、国防相。
1990年3月6日、ナジーブッラー政権に対してクーデターを起こしたが鎮圧され、バグラム空軍基地から軍用機でパキスタンに亡命した。
グルブッディーン・ヘクマティヤール政権では、軍事顧問を務めた。パキスタンで「平和のための運動」を組織した。
ターリバーン政権時代、タナイが軍事顧問を務めているとの噂が流れたが、彼自身は厳格に否定した。
1990年代中盤から現在まで、パキスタンのラーワルピンディーに在住。ハーミド・カルザイ政権は、彼の「平和のための運動」を公認した。

## 家族
妻帯、3児を有する。